# Monte Deborah
El monte Deborah es uno de los principales picos de la cordillera de Alaska oriental. A pesar de su altura relativamente baja en comparación con otros grandes picos de Norteamérica, es un pico particularmente grande y abrupto en términos de su rápida subida sobre el terreno local. 
Por ejemplo, la cara noreste se alza 2135 m en aproximadamente 2,4 km. Su inclinación, combinada con su difícil acceso, tiempo riguroso, y clásicos rasgos de Alaska de hielo y nieve, hacen que sea un desafiante pico que escalar.
El monte Deborah fue ascendido por vez primera en 1954 por Fred Beckey, Henry Meybohm y Heinrich Harrer, 
a través de la Arista Sur. El segundo ascenso se hizo en mayo de 1975 por Pat Condran, Mark Hottman, Brian Okonek, Dave Pettigrew, Pat Stuart, y Toby Wheeler. La ruta normal actual es la cara oeste; la arista noroeste es también una ruta recomendada. 
El monte Deborah es el tema de uno de los clásicos de literatura alpinista, Deborah: A Wilderness Narrative, por David Roberts, que describe un intento fallido de subir al pico en los años sesenta.